# 西口小瑞士
西口小瑞士，為臺灣臺南市東山區的一個景點，位於該區南勢里羗仔寮的一個河谷地。該河道起自曾文溪水導入烏山頭水庫的人工引水隧道-烏山嶺隧道出水口，水流豐沛，兩旁木麻黃成林，其景緻之優美有如瑞士，故稱之為「小瑞士」。
河道終端築有一土壩圍成小潭，因地勢落差，建有一地下涵洞將河水引導至土壩下方的柚子坑溪河道，並在涵洞進水口處形成一個「天井漩渦」的特殊景觀。土壩至下方柚子坑溪河道間為一斜坡，中間有一通氣孔。因落差甚大，水柱自孔中噴出常高達數丈，蔚為奇觀。
由西口越過烏山嶺可抵曾文水庫管理區附近的東口，為登山界著名的「東西口健行」。

## 歷史
日治時期，著名的水利工程師八田與一在興建珊瑚潭、嘉南大圳等水利設施時，為預防珊瑚潭缺水，乃在烏山嶺開鑿了一條長約4公里的引水道，自曾文溪引水進入珊瑚潭上游的柚子坑溪河道。
在水利會西口工作站的後方，有一塊民國三十六年（1947年）「善後救濟總署台灣分署署長」錢宗起所立的「修建嘉南大圳記」花崗石碑，見證著嘉南水利設施的一頁歷史。